# Albert Sabajo
Albert Sabajo (Cassipora, 3 oktober 1947 – Haarlem, 11 september 2018) was een Surinaams surinamist en musicus. Hij richtte zich op de Arowaks-inheemse taal en cultuur.

## Biografie
Albert Sabajo werd geboren in het Arowakse dorp Casipora. Zijn moeder was de vertelster Emelina Sabajo.
Hij vertrok naar Haarlem in Nederland, waar hij de Arowakse sociaal-culturele vereniging Ikyoshie oprichtte. Ikyoshie (vertaald: lichtpuntje) gaf terugkerend muzikale optredens tijdens Surinaamse evenementen, zoals de Dag der Inheemsen en Srefidensi Dey (Onafhankelijkheidsdag). De muziekgroep bracht in 1989 de muziekcassette Arhwaka Lokonong Ékitang (Genuine Arawak songs) uit. Hij was ook voorzitter van de Vereniging van Arowak Indianen.
Sabajo schreef samen met Peter van Baarle (taalkundige), Andreas Sabajo, Lucia Sabajo en Gerdy van der Stap Arhwaka lokonong djang (1989). Dit werk bestaat uit een woordenboek en cursus voor de Arowakse taal en vertaalde hij met Van Baarle ook naar het Frans. Het vormt een belangrijke bronnenuitgave voor de orale cultuur van de Arowakken. Albert Sabajo sprak een van de vier vertellingen in over gulzige piranha's in de Coppename. Ook werkte hij aan vertellingen van zijn moeder, zoals de bewerking van Konokokoja (1989; De bosgeest) en de vertaling van Wâ danro kasorho (1990; Op zoek naar kralen) die werd opgenomen in Hoor die tori! Surinaamse vertellingen.